# Turvo (Santa Catarina)
Turvo is een gemeente in de Braziliaanse deelstaat Santa Catarina. De gemeente telt 11.427 inwoners (schatting 2009).

## Aangrenzende gemeenten
De gemeente grenst aan Araranguá, Ermo, Jacinto Machado, Meleiro, Morro Grande en Timbé do Sul.